# Tunau (powiat Lörrach)
Tunau – miejscowość i gmina w Niemczech, w kraju związkowym Badenia-Wirtembergia, w rejencji Fryburg, w regionie Hochrhein-Bodensee, w powiecie Lörrach, wchodzi w skład związku gmin Schönau im Schwarzwald. Leży w Schwarzwaldzie, w dolinie rzeki Wiese, na wschód od Schönau im Schwarzwald.

## Historia
Pierwsze wzmianki o Tunau pojawiły się w 1320, kiedy to miejscowość należała do klasztoru St. Blasien, wydobywało się tu srebro.

## Oświata
W gminie znajduje się jedynie przedszkole, uczniowie szkoły podstawowej oraz Hauptschule uczęszczają do pobliskiego Schönau im Schwarzwald.